# Eglė Balčiūnaitė
Eglė Balčiūnaitė (Šiauliai, 31 oktober 1988) is een middellange-afstandsloper (baan en veld) die internationaal loopt voor Litouwen.
Ze nam deel aan de Olympische Spelen van 2008 op 800 m afstand en eindigde als 22e. Ze nam deel aan de European Athletics U23 Championships 2009 in Kaunas en werd 6e in de finale. Ze nam deel aan de IAAF Wereldkampioenschappen Indoor 2010 waar ze haar persoonlijk record behaalde en 5e werd in de indoor 800 m discipline.
In 2016 nam ze opnieuw deel aan de Olympische Spelen op de 800m ze werd 6e in haar reeks met een tijd van 2.02,98 en dat was goed voorn een 48e plaats.

## Persoonlijke records
- 800 m - 1: 59.29 s (2010, outdoor, Monaco Diamond League)
- 800 m - 2: 01.23 s (2011, indoor, Duitsland, nationaal record)
- 400 m - 53,47 s (2010, indoor, Portugal, nationaal record)